# 拉德 (阿肯色州)
拉德（英語：Rudd）是位於美國阿肯色州卡羅爾縣的一個非建制地區。該地的面積和人口皆未知。

## 地理
拉德的座標為36°12′49″N 93°29′10″W / 36.21361°N 93.48611°W，而該地的平均海拔高度為441米（即1447英尺）。